# 半島戦争
半島戦争（はんとうせんそう、1808年 - 1814年、英語: Peninsular War、ポルトガル語: Guerra Peninsular）は、ナポレオン戦争中にイベリア半島でスペイン軍、ポルトガル軍、イギリス軍の連合軍とフランス軍との間に戦われた戦争である。日本ではスペイン独立戦争（スペイン語: Guerra de la Independencia Española）またはスペイン反乱としても知られている。スペイン戦争（フランス語: Guerre d'Espagne）、フランス戦争（カタルーニャ語: Guerra del Francès）とも呼ばれる。
戦争はイベリア半島の性質に大きく左右された。土地が貧しいイベリア半島では大軍が侵攻しても侵攻先での兵糧が確保できないためその軍を養うのが難しく、フランス軍は最大時で30万を数えたものの、軍を集結させることができなかった。小部隊による幾つかの地域で限られた期間での戦闘を求められ、決定的な結果を出すのには困難を極めた。
この戦争はスペインとポルトガルの社会的、経済的構造を破壊し、1850年まで続く大規模な内戦と半島戦争で訓練された将校に導かれた荒れ狂う解放の時代の先駆けになった。また、この戦争を契機として両国の植民地だったラテンアメリカに独立運動が起きた。

## 背景

『マドリード、1808年5月3日（プリンシペ・ピオの丘での虐殺）』（ゴヤ画）
ゴヤはこの絵で、フランス軍による市民の虐殺を激しく非難した。

### 大陸封鎖令
1806年にナポレオン1世は、大陸諸国にイギリスとの通商を禁じる、大陸封鎖令をベルリンで宣言した。しかし、中立を維持する2つの国（スウェーデンとポルトガル）は、ナポレオン1世の通牒を拒否した為、ナポレオン1世は武力をもってこの両国に大陸封鎖令を強制しようと画策し始めた。1807年のティルジット条約の後、スウェーデンはロシアと戦うことになり、ナポレオン1世は残るポルトガルの攻略を決定した。
1807年10月27日、スペイン首相のマヌエル・デ・ゴドイとフランスは、フォンテーヌブロー条約に調印し、ポルトガルは北ルシタニア王国、アルガルヴェ侯領(アレンテージョ地方を含めて拡大した)、および残りのポルトガル王国の、3つの領域に分割されることとなった。

### 親仏感情
スペインおよびポルトガルの人々のリベラル派、共和派、急進派の間には、ナポレオン1世が1807年までにリベラルと共和制の思想を著しく明確に放棄していたにもかかわらず、フランスの侵攻に対する潜在的な期待があった。侵攻以前でさえ、「フランスびいき」を意味する「アフランセサド(Afrancesado)」という用語が、啓蒙主義的思想とフランス革命を支援する者を指して使用されていた。ナポレオン1世にとっては、戦争と国の政権の指揮のために彼ら「アフランセサド」の支援は頼るべきものであった。しかしナポレオン1世が、スペイン王に据えた兄ホセ1世を通して、封建的である聖職者の権限を「一掃する」ことを有言実行した一方で、すぐにほとんどのスペインのリベラル派は、それがもたらした暴力と残虐行為のために占領に反対するようになった。

## 経緯
1807年11月、ポルトガル摂政であったジョアン王子（後のジョアン6世）が大陸同盟への参加を最終的に拒絶したのを受けて、ナポレオン1世はジャン＝アンドシュ・ジュノー指揮する部隊にポルトガル攻略を命じ、スペインに送った。同時に、ゴドイ首相がナポレオン1世の委任を受けて、デュポン将軍率いる部隊をカディス方面に送り、スールト将軍の部隊をコルナ方面に送った。ポルトガル占領と艦隊奪取を目論んでいたのはゴドイも同じで、スペイン軍2個師団をフランス軍と合流させている。両軍の侵攻に対し、ポルトガルの首都リスボンは、守備隊がイギリス軍の攻撃から港湾と海岸を護るのに配置されていたため、抵抗もないまま、12月1日に攻略された。しかしすでに11月29日にポルトガル女王マリア1世と摂政ジョアン王子本人、そして6,000人もの人々（艦隊の9,000人の船員がそれに加わった）が艦船に乗って逃亡しており、ジョアン王子にブラジルを含む海外の植民地の統治の継続を可能とした。それはナポレオン1世にとって大きな打撃となり、そのことはセント・ヘレナ島の記念碑に「これが私を滅ぼした。（フランス語: C'est ça qui m'a perdu.）」と記されている。
仏西両軍のポルトガル占領を補強する口実として、ナポレオン1世は、軍をスペインの要衝に派兵し始めた。結果パンプローナとバルセロナが1808年2月に占領された。外国軍の進駐を受けたスペインでは貴族たちによる政変が発生、カルロス4世は退位し、彼が用いていたゴドイは失脚、代わってその長男がフェルナンド7世として即位した。それを受けたナポレオン1世は、スペイン王家をバイヨンヌに追放して、5月5日に親子2人共に退位を強制し、スペイン王位を自らの兄ジョゼフに与えたのである（ホセ1世）。傀儡となっていたスペイン議会はこの新王を承認した。ホセ1世が改革を断行するためにスペイン統治を強化しようとすると、フランス人支配を嫌う人民の反乱を引き起こすことになった。5月2日、マドリードの市民は、フランスの占領に対して、暴動を起こした。マドリードの蜂起はミュラによって粉砕されたが、この蜂起はスペイン全土に広がった。
それまでイギリスは海戦では輝かしい勝利を何度も収めたものの、大陸における陸戦で中途半端な“へま”と相次ぐ敗戦で（1809年のワルヘレン遠征を最後に）面目を失うというのが特徴だった。強力な同盟なしではイギリス陸軍はフランスに対して勝利は望めず、イギリスはいまだヨーロッパ大陸に足がかりを築けないでいた。そういうわけで、ポルトガルはナポレオン1世との戦争でイギリスが支援するのを拒否したのである。
スペイン軍は、7月16日から19日にかけてのバイレンの戦いでピエール・デュポン指揮するフランス軍に対し劇的な勝利をおさめ、15,000人以上の捕虜を得た。この戦いでホセ1世はマドリード撤退を余儀なくされた。6月18日にはポルトガルでも反乱がおきた。ポルトガルとスペインでの人民の反乱は、イギリスに介入の誘惑を掻き立て、「王侯貴族でなく人民が『大いなる侵略者』に反乱を起こした」というイギリスの宣伝通り、これまでのナポレオン戦争ではなかった展開を見せることになる。

### イギリス軍上陸
1808年8月にイギリス軍は少将サー・アーサー・ウェルズリー指揮のもと、ポルトガルに上陸した。ポルトガルのベルナルディン・フレイレ・デ・アンドラーデ将軍率いる前衛部隊がルイ＝アンリ・ロワソン将軍率いるフランス軍の一隊を阻止している間に、8月17日にウェルズリーの本隊はドラボルドゥ将軍指揮下のフランス軍をロリーサの戦いで破った。8月21日に英葡両軍はジュノー将軍指揮のフランス軍と激戦を交えた。ウェルズリーの注意深い管理、強い指導力そして妥当な戦略により、英葡軍は、戦線を維持するフランス軍とその同盟軍をはねのけた。しかし、その勝利にもかかわらず、ウェルズリーの若さは、ポルトガルに新たに補強された遠征隊を指揮するには適格でないとみなされ、その地位はハリー・バラードが取って代わった。バラードの死後はヒュー・ダルリンプルが任命された。一連の勝利で、物議を醸したシントラ協定に基づき、1808年8月、ポルトガルからフランス軍が撤退することになった。イギリス軍の司令官は、3万の精鋭を率いるサー・ジョン・ムーアを残して、協定調査のために本国への帰還を命じられた。
英葡軍とスペイン軍が勝利したことで、ナポレオン1世自身がイベリア半島に20万の兵を率いて行くことになった。イギリス軍はブルゴス市近郊で迎撃した（ブルゴスの戦い）が、まもなく長い退却を強いられ、さらにサアグンの戦い、ベナペンテの戦い、カカベロスの戦いを挟みながら、フランス軍の追撃を受け、1809年1月にア・コルーニャから撤兵（コルーニャの戦い）して終わった。ムーアはア・コルーニャ市街防衛の指揮中に戦死した。こうしてスペインの大半がフランス占領下に置かれることになった。ナポレオン1世は2ヶ月余りスペインに滞在し、元帥に指揮権を戻して自身はフランスに帰国した。
3月にスールト元帥は北の回廊地帯を通って2度目のポルトガル侵攻に取り掛かった。始めはミーニョ川でポルトガルの民兵に撃退されたが、シャヴェス、ブラガを攻略し、さらに1809年3月29日にポルトを攻略した。しかし、アマランテなどの都市におけるフランシスコ・ダ・シルヴェイラらの抵抗は、スールトの軍をオポルトにて孤立させ、スールトは北ポルトガルの王になるか、退却するかの賭けに打って出た。
その間、ナポレオン1世の勝利でスペイン軍を壊滅させたが、スペイン人をしてスペインにおけるフランスの敗北に大いに貢献することになるゲリラ戦法を開始させることとなった。ポルトガルでは「戦争大臣」ミゲル・ペレイラ・フォルハスがイギリスから送られた資金と兵力で国軍の再建を行っており、1806年から示してきた軍制改革が実行された。最初は2万人の常備軍と3万の民兵が召集されたが、後にこの数は常備軍5万、民兵5万に膨れ上がり、「オルデンナンサス」と義勇軍が加わった。
1809年4月にウェルズリーは英葡軍を指揮すべく、ポルトガルに戻った。そして、フォルハスと各地域の知事によって組織され、ベレスフォード将軍によりイギリス流の戦闘に合わせて改編されたポルトガルの連隊によって、イギリス軍を補強した。これらの新軍は5月10日から11日のグリホの戦いと5月12日のオポルトの戦いでスールトの軍を破った。北部の全都市がシルヴェイラによって攻略された。
ウェルズリーは、新占領地が気になるポルトガル軍から離れて、グレゴリオ・デ・ラ・クエスタ軍に合流すべく、スペインに進軍した。連合軍は7月27日から翌28日のタラベラ・デ・ラ・レイナの戦いでホセ1世率いるスペイン軍を撃破した。そこは、連合軍が、不安定さを露呈し、すぐさま西方へと撤退することとなった、高い代償を払って勝利を収めた場所であった。タラベラの戦いの勝利により、ウェルズリーはウェリントン子爵に叙された。この年、後にスペイン軍はオカナの戦いとアルバ・デ・トルメスの戦いで、惨敗を喫した。
スペイン軍との共闘がうまくいかなかったことと新しいフランス軍を怖れるようになり、ウェルズリーはポルトガル防衛を強化する決断を下した。リスボンを防衛するために、彼はネベス・コスタ少佐の計画を採用し、主要道と塹壕と土塁に沿って強力な堡塁線(162)を構築し、トレス・ベドラス線を形成した。
1811年7月にフランス軍はアンドレ・マセナ元帥率いる60,000の軍を以って再侵攻した。戦端はコアの戦いで開かれた。その後マセナは「ポルトガルで最悪の道」を辿った。9月27日のブサコの戦いで、有利な位置にいながら不注意な戦術で敗北を喫したが、英葡軍をトレス・ベドラス線まで撤退させた。10月14日のソブラルの攻撃の後で戦況が膠着状態に陥るほどに城塞は印象的なものだった。チャールズ・オマーンの記述によれば「10月14日濃霧の朝、ソブラルで『ナポレオンの潮』が最高潮に達し、そして引き潮が始まった」。ポルトガル人は前線で焦土作戦の対象となった。フランス軍は補給線の欠如と疾病のためについに撤退を余儀なくされた。
1811年初頭、同盟軍は新たなイギリス軍の到着で再度増強され、攻勢に転じた。フランス軍はカディスの包囲を解いた失策が一因となって3月5日のバロッサの戦いで敗北を喫し、マセナは5月3日から同月5日までのフェンテ・デ・オノーロの戦いが膠着状態に陥ると、ポルトガルから撤退した。マセナは25,000の兵員をポルトガルとの戦闘で失い、オーギュスト・マルモンと交代することになった。スールトはバダホスを威嚇するために南部から移動したが、ウィリアム・ベレスフォード率いる英葡軍とスペイン軍により5月16日アルブエラの戦いで追い返された。この血みどろの戦闘のあと、フランスは退却を余儀なくされた。
戦争は一時休戦し、数では優勢でもフランス軍は優位に立つことはできず、スペインのゲリラ活動による圧力が増していた。フランス軍は350,000を超す兵力がスペイン軍（L'Armée de l'Espagne）にいたが、その大半の20万を超す兵力が、実戦部隊よりもフランス軍の補給路防衛に当たって失われた。スペインでは戦時中に各地域に作られたフンタで構成される最高中央評議会(Junta Suprema Central)が、1810年からカディスにコルテスを召集し、自由主義的な「1812年のカディス憲法」の草案作りに取り掛かった。
1812年の新年早々にウェルズリーはスペインへの同盟軍の再編を行い、1月19日にシウダー・ロドリーゴの城塞化された町を包囲、攻略し、バダホスを4月6日に高い代償を払った襲撃のあと同様に攻略した。両方の町は軍の略奪を受けた。7月17日、同盟軍はマルモンが進軍してきたのでサラマンカに進駐した。両軍はついに7月22日に遭遇した。サラマンカの戦いではフランスは壊滅的な敗北を喫した。ベレスフォード元帥は重傷を負った。フランス軍が再集結したため、英葡軍は8月6日マドリードに入城し、ポルトガルに撤退する前にブルゴスに進軍した。
フランスの起死回生の望みは、1812年の悲惨なロシア遠征失敗によって潰えた。対スペイン軍から3万の精鋭をロシア遠征に連れて行ったが増援と交代が尽き、同盟軍が1813年に攻勢に転じたため、フランス軍の優位は次第に維持し難くなった。
戦術的な動きとして、ウェルズリーは補給基地をリスボンからサンタンデルに移した。
5月末に英葡軍は北へと転じて、ブルゴスを奪取し、その際、英葡軍はフランス陸軍を側面から包囲し、ホセ1世をサドラ川の谷へと追いやった。6月21日のビトリアの戦いでホセ1世の65,000の軍は、53,000のイギリス軍、27,000のポルトガル軍、19,000のスペイン軍により退路が狭められた。ウェルズリーはフランス軍をサン・セバスティアンから追撃し追い払った。サン・セバスティアンの町は打ち捨てられ、火を放たれた。
同盟軍は退却するフランス軍を追撃し、ピレネー山脈に7月初めに到達した。スールトはフランス軍に命令を与え、反撃を始め、同盟軍の2人の将軍を翻弄しマヤの戦いとロンセスバリェスの戦いで快勝を収めた。だが、英葡軍に厳しく撃退され、勢いを失い、ついに7月28日から30日にかけてのソラウレンの戦いの同盟軍の勝利の後、敵の軍門に下った。
ピレネーの戦いと呼ばれるその週の戦いは、もしかしたらウェルズリーにとって最良のものであったのかもしれない。敵との数が拮抗し、ウェルズリーは補給路から極めて遠いところで戦っていたし、フランス軍はその領域を防御していたが、それでも戦争では稀な機動作戦、衝撃、砲火の組み合わせで勝利した。それは戦争の山場であり、このときウェルズリーはポルトガル陸軍を「同盟軍の闘鶏」と評した。
10月7日、ウェルズリーはドイツでの戦闘再開の報を受け取り、同盟軍は、ビダソア川を渡り、フランスの国境を越えた。
半島戦争はベラ峠、ニーヴルの戦い、バイヨンヌ近くのニーブの戦い（1813年12月10日 - 14日）、オルセの戦い（1814年2月27日）、トゥールーズの戦い（4月10日）で同盟軍の勝利で行われた。最後の戦いは、ナポレオン1世流刑後のものである。

## ゲリラ戦
この戦争中イギリスはポルトガル民兵とスペイン民兵を支援してフランスの大軍を釘付けにした。フランス軍との戦闘でイギリスの正規軍が用いる装備より安上がりだったことでイギリスはこれらに対し支援を行った。これは歴史上最も成功した非正規兵戦闘の一つであった。スペイン語でこの戦法をゲリーリャ（guerrilla:小さな戦争）と呼び、これがゲリラの語源になっている。この史上初の「ゲリラ」は、エスポス・イ・ミーナ、エル・エンペシナード、メリーノ司祭、エローレス男爵らが率いて、スペイン全土で対フランス軍活動を活発に行なった。

## ポルトガルでの影響
半島戦争は同時代におけるポルトガルの衝撃的な幕開けを表していた。リオデジャネイロへの宮廷の移転は、その後独立することになるブラジルの国家建設の始まりであった。宮廷、政府、陸軍からなる15,000人以上の人々がポルトガル艦船に乗り亡命できたことは、ブラジルにとってはおまけであり、ポルトガルにとっては見せかけの恩恵であった。なぜならば、それは独立へのエネルギーを解放したからである。不在間の王に指名されたポルトガルの知事には、フランスの侵略とイギリスの占領が続くために、僅かに影響していた。戦争大臣のミゲル・ペレイラ・フォルハスの役割は独特なものであった。ウェルズリーはペレイラを「イベリア半島でただ一人のまともな政治家」と見ていた。ポルトガル軍の参謀と55,000人の常備軍、50,000人以上の国民防衛隊「ミリシアス」と様々な数の郷土防衛隊「オルデナンサス」の（全体で10万を越えると目される兵力）創設を指揮した。1812年にロシアの宮廷大臣であるシュタイン男爵に送った手紙で、フォルハスは「焦土作戦」の採用が、ナポレオン1世の侵略を打破し領土を守る唯一の方法として薦めた。ロシアのインペラートルアレクサンドル1世は、ウェルズリーのポルトガル軍戦略を模倣しナポレオン1世の大陸軍を飢えさせるために戦闘を避けるよう命令した。
フランスとの戦争で試練に晒され、訓練され、実戦経験したポルトガル本土残留の新しい階級層は、新生ポルトガルの独立を主張する点で、本戦争における旧来の指導者層に多大な影響を与え、フランス革命に並ぶものでもあった。ベレスフォード元帥は1814年以後もポルトガル陸軍（隷下に160人ほどのイギリス軍将校が中核となる）の司令官（国王がまだブラジルにいるので一種の植民地総督）として残留した。ベレスフォードの元で、ポルトガルの新政策が策定された。これはルソ-ブラジル連合王国のあり方、アフリカの植民地における奴隷供給問題、ブラジルの産業、ポルトガルとの交易など今後の国家計画が定まった。しかし、1820年までにこれら全てが破綻した。ポルトガルの半島戦争に参加した将校はイギリス軍人を追放し、8月24日にオポルトで自由主義革命を開始した。ポルトガルにおける自由主義体制の樹立は1832年から34年の内戦終結後に結実されることとなる。

## スペインでの影響
ホセ1世は当初、フランスとの協力関係で近代化と解放が得られると信じていた「アフランセサドス」（親仏派）のスペイン人に歓迎された。一つの例が異端審問の廃止であった。しかし、聖職者と愛国者は人民を煽動し、実際にフランス軍が抑圧する事件（1808年マドリード）がおきると、侵略者に対して人民を団結させ勇気付けるまでに拡大することになった。スペインに残っていた者は、フランス軍に従ってフランスに脱出した。画家のフランシスコ・デ・ゴヤはこれらアフランセサドスの一人であり、戦争後に、告発されたりリンチを受けないようにフランスに亡命しなければならなかった。
独立支持派は伝統派と自由派双方にいた。戦争後、国王フェルナンド7世（待望の人（後に「彷徨える国王」））が、各地の連合を纏め上げフランスに抵抗すべくカディスで召集した独立議会が行った社会的前進を無効とした。自由主義議会は1812年3月19日制定の憲法を可決したが、後にフェルナンド7世によって破棄された。フェルナンド7世は絶対君主制を復活させ、自由主義を標榜する者を全員起訴して処刑し、愛娘イサベルのために王位継承法（従来のスペインは男子にしか王位継承権は与えられなかった）を変えた。これを契機として、旧法での王位継承者である王弟ドン・カルロスの支持者との内戦（カルリスタ戦争）の世紀が始まった。半島戦争により他国の抑圧的支配から逃れたはずのスペインは、それ以上の混乱、荒廃を内戦によって引き起こし、百年も後退してしまう。しかしスペイン人の近代化に対する渇望は、やがてリエゴ革命等によって現実化されて行くのである。
一方、植民地だったスペイン領アメリカでは、クリオーリョが各地の市参事会にてフェルナンド7世に対して忠誠を誓う連合組織を結成した。この自治の経験と、フランシスコ・デ・ミランダらによる独立への動きが元になって後に、自由主義者（リベラトルス）にスペイン領アメリカ植民地の独立を促すことになった。シモン・ボリーバルもその一人である。
また、この戦争中フランス軍はカトリック教会の大量の財産を多く略奪した。美術品はフランスに送られ、教会と修道院の建物は、馬小屋や兵営に使用され、スペインの文化遺産が深刻な打撃を受けることとなった。加えて英葡軍がスペインの都市と農村を略奪した。戦争の影響は、スペインの経済を著しく低下させ、19世紀の停滞をもたらすことになる。

## 諜報活動
諜報活動は1810年を過ぎるとイギリス軍の戦争遂行に大きな役割を果たした。スペインとポルトガルのゲリラは、フランス軍の密使から通信文を奪取するよう依頼された。1811年からこうした文書類は一部または全文が暗号化されていることがよくあった。ウェルズリーの参謀であったジョージ・スカヴェルは解読の任務を与えられた。初め使用する暗号はかなり単純で他の参謀の助けをもらった。だが、1812年の始めには、更に難しい暗号が、独創的に外交文書用に改訂され使われるようになると、スカヴェルは解読を進めていくことに夢中になった。解読作業は、フランス軍の動きと配置に関する知識が、上記の交戦で大きな成果を収める結果と共に徐々に進んでいった。フランス軍は暗号が解読されているとは知らず、ビトリアの戦いでその暗号表が奪われるまで使い続けた。

## 文学などへの影響
プロスペル・メリメの小説「カルメン」 - これを基にした ビゼーのオペラ「カルメン」はこの戦争中の設定である。

## 主な戦闘と包囲戦
- メディーナ・デル・リオセコの戦い（1808年7月14日）　フランス軍がスペインで初めて大勝利を収めた。イベリア半島に保安隊を創設した。
- バイレンの戦い（1808年7月19日）　デュポン将軍が総指揮を取るフランス軍23,000名が、ハエン地方（アンダルシア）のバイレンでフランシスコ・ハビエル・カスターニョス（英語版）が指揮する3万のスペイン兵に包囲された。5回出撃を試みて、フランス軍は降伏した。
- ロリサの戦い（1808年8月17日）　ウェルズリーが15000のイギリス軍とモンデゴ湾に上陸し、リスボンに向けて南進した。アンリ・デラボルド指揮のフランス軍は、補給を待ってウェルズリーの進軍を遅らそうとした。第29歩兵連隊による早まった攻撃は、成功しフランス軍撤退の原因になる総攻撃の命令をウェルズリーが下さざるを得なくなる。小競り合いだったが、イギリス軍の半島戦争での最初の戦闘であり、ヘンリー・シュラプネル大佐の球形の弾丸が初めて使われた。
- ビメイロの戦い（1808年8月21日）　ロリサの戦いの4日後、今度は17,000の英葡連合軍を構成するウェルズリーの軍は、ジュノー率いる部隊に攻撃された。この攻撃はフランス軍が2,000名の死傷者を出して撃退され、ジュノーはトレスベドラス近郊に撤退した。
- ソモシエラの戦い（1808年11月30日）　ナポレオン1世のマドリードに向けた戦闘で、ヤン・コジエトゥルスキ指揮のポーランド警備隊の勇敢な突撃で有名。
- メデジンの戦い（1809年3月28日）　17,500名のフランス軍が、グレゴリオ・デ・ラ・クエスタ将軍指揮のスペインの大軍を敗走させた（千人につき1万人の死傷者）。
- タラベーラ・デ・ラ・レイナの戦い（1809年7月27日-28日　55,000のウェルズリー英西軍が、マドリードの南西110km（70マイル）の町タラベラ・デ・ラ・レイナでホセ1世代、ジュルダン元帥、ヴィクトル元帥のフランス軍46,000名と対峙した。実際はウェルズリー軍がクエスタ将軍の寄せ集めのスペイン兵が3,500名いるという不利な状況にもかかわらず、ウェルズリーは勝利を収めた。死傷者はイギリス軍が5,500名、スペイン兵が1,000名、フランス軍が7,200名であった。
- オカーニャの戦い（1809年11月19日）　スールト将軍指揮の約29,000名のフランス軍が5万のスペイン正規軍を撃破した。壊滅的な損害を被り、スペイン南部の多くが陥落した。
- ブサコの戦い（1810年9月27日　26,000名のポルトガル軍と4,5000名のイギリス軍の連合軍は45,000名のマッセナ軍を破った。死傷者はポルトガルが626名、イギリスが626名（「素晴らしい一致」）、フランスが約4,500名であった。
- トレス・ベドラス線防衛（1810年冬–1811年）　「ナポレオン衰退期」の1810年10月14日のソブラルの小競り合い以外はクローズウィッツの勝利はなかった。
- フエンテス・デ・オノロの戦い　1811年5月3日 – 5日
- アルブエラの戦い（1811年5月16日）　ウィリアム・ベレスフォード卿指揮の連合軍35000名は、スールト元帥がフランス軍24,000名と包囲を解こうとするのを妨害するためにバダホスから南に移動した。フランスの攻撃は、結局失敗した。全軍が勇敢に戦い、ジョアシム・ブレーク将軍の師団はフランス軍を撃退し、イギリスの狙撃旅団は「頑強な抵抗者」のように栄光に輝いている。ポルトガルの第11師団第23旅団は、フランス軍との「戦闘の局面を変える」歩兵攻撃を導いた。
- バダホスの戦い（1812年4月6日）　フィリポン将軍指揮のフランス軍5,000名とのバダホスの頑丈に強化された要塞は、3月16日から3万のウェルズリー率いる英葡軍に包囲されていた。4月6日夜、強襲を繰り返して、防衛線突破に成功し、フランス軍は降伏した。フランスが1500名、英葡連合軍が5,000名を失った。
- サラマンカの戦い（アラピレスとも）（1812年7月22日）　ポルトガルへの撤退中、ウェルズリー率いる英葡軍48,000名は、オーギュスト・マルモン元帥指揮の5万のフランス軍にサラマンカ近郊で攻撃を受けた。イギリス軍はベルトラン・クローゼル将軍がフランスが有利な状況を保ったまま攻撃に踏み切って1時間未満でほぼ勝利を収めた。ウェルズリーとベレスフォードは、ポルトガルの第3師団第15旅団とフランス軍の進路に向かって反撃を指揮した。スペイン軍が退路を断つのに失敗し、フランス全軍を捕らえることはできなかった。それでもフランス軍の損害は死傷者7,000名、捕虜となった者7000名以上であった。
- ビトリアの戦い　1813年6月21日

## 人物

### スペイン人

#### 政治家
- マヌエル・デ・ゴドイ（1767年 - 1851年）スペイン首相。1808年に事実上抵抗もなくフランス軍にスペインを支配させた。スペイン王妃マリア・ルイーサの愛人であると言われる。王子フェルナンドすらゴドイとマリア・ルイーサの子であると噂された。
- カルロス4世（1748年 - 1819年）スペイン国王。ゴドイの言いなりで、1808年にナポレオン1世によって退位させられた。
- フェルナンド7世（1784年 - 1833年）スペイン国王。開戦時は王太子。1808年に即位したが、すぐにフランス軍により亡命を余儀なくされる。代わりにホセ1世が国王になったことで、半島戦争の始まりとなる5月2日の反乱を引き起こした。戦争末期に復位したが、その後絶対君主制に基づいた反動を行った。それに対する反乱などを引き起こし、19世紀後半のスペインが混迷する原因を作った。

#### 将兵
- ミゲル・デ・アラバ（1770年 - 1843年）将軍。トラファルガーの海戦とワーテルローの戦いの両方に只一人参戦した。
- ホアキーン・ブラケ・イ・ホイエス（1759年 - 1827年）将軍。ナポレオン1世の第二次侵攻の際のガリシア軍司令官。
- フランシスコ・ハビエル・カスタニョス（1758年 - 1852年）バイレンの戦いで勝利した有名な将軍。戦闘で初めて大陸軍部隊を負かした。
- グレゴリオ・ガルシーア・デ・ラ・クエスタ（1741年 - 1811年）将軍。イギリス軍と大規模な合同作戦を行ったスペインの中心的な将軍だが、度々大損害を出した。
- ペドロ・デ・ラ・ロマーナ（1761年 - 1811年）（ガリシア軍の偽司令官）　フランスからガリシアとアストゥリアスを解放した。
- ホセ・オドネル（1769年 - 1834年）将軍。カタルーニャの最高司令官
- ホセ・デ・パラフォックス（1776年 - 1847年）将軍。アラゴン軍の艦隊長に選ばれ、1808年と1809年にサラゴサ防衛で叙勲される。
- ホセ・デ・サン・マルティン（1778年 - 1850年）（スペインとアルゼンチンの軍人、師団長）　バイレン、アルブエラ、トレスベドラスで戦う。1810年5月25日にブエノスアイレスで五月革命が勃発したことを聞くと、出身地のアルゼンチンに帰国し、戦後南米の解放者の一人になる。
- ホセ・デ・サヤス（1772年 - 1827年）　スペインで最も立派な司令官の一人
- トマス・デ・スマラカレギ（1788年 - 1835年）将軍。バスク人。後年カルリスタ戦争で勇名を馳せる。

#### ゲリラの指導者と革命家
- アウグスティナ・デ・アラゴーンはサラゴサ包囲の際に活躍した女性
- ルイース・ダオイース・デ・トレス（1767年 - 1808年）とペドロ・ベラルデ・イ・サンティリャーン（1779年 - 1808年）　1808年5月2日のマドリード暴動を指導した砲兵将校。死後国民的英雄となる。
- フアン・マルティーン・ディーエス（1745年 - 1824年）　El Empecinado（不屈の人）として知られるゲリラ指導者
- フランシスコ・エスポス・イ・ミナ（1781年 - 1836年）恐らくスペインのゲリラ指導者の中で最高の戦略家で、フランスが支配する場所を誰にも咎められずに放浪できたことで有名。時折待ち伏せ攻撃でフランス連隊を全滅させたりなどした。

#### その他
- フランシスコ・ゴヤ（1746年 – 1828年）画家。戦争中の虐殺を写実的に描いた。

### フランス人
- ホセ1世（1768年 - 1844年）　スペイン国王。ナポレオン1世の兄。当初ナポリ王（1806年 - 1808年）で、ボルボン朝の意向によりスペイン国王になった（1808年 - 1813年）。スペインの旧体制改革と近代化を目指すも、独立戦争の現実の前に挫折した。
- ジャン＝バティスト・ジュールダン（1762年 - 1833年）　フランス元帥
- ジャン＝アンドシュ・ジュノー（1771年 - 1813年）　フランスの将軍で外交官
- オーギュスト・マルモン（1774年 - 1852年）　フランス元帥
- アンドレ・マッセナ（1758年 - 1817年）　フランス元帥
- ジョアシャン・ミュラ（1767年 - 1815年）　ナポリ王。フランス元帥。ナポレオン1世の義理の兄弟でベルク大公（1806年 - 1808年）に叙された。フランスのスペイン侵略の端緒を導いた。そして、ナポレオン1世の兄ジョゼフがスペイン国王になるまでは、その地位を希望した。ジョゼフがナポリ王からスペイン王に転出すると、ナポリ王国を慰労の褒章として与えられた。
- ニコラ＝ジャン・ド・デュ・スールト（1769年 - 1851年）　フランスの元帥。スペインでの半島戦争で指揮権を保持した。ポルトガルに1809年に侵略し、ポルトガル王への野心を募らせたが、ウェルズリーとシルヴェイラの連合軍によって退けられた。ワーテルローの戦いの参謀長であった。戦争大臣（1830年 - 40年）。

### イギリス人
- サー・アーサー・ウェルズリー（1769年 - 1852年）　イングランド系アイルランド軍人で政治家。半島戦争の間、同盟軍の指揮で成功を収め少将から陸軍元帥へと昇進した。後にウェリントン子爵、さらにウェリントン伯爵を経て1814年にはウェリントン公爵に叙された。
- サー・ジョン・ムーア（英語版）（1761年 - 1809年）　ラコルニャの戦いで戦死するまで、シントラ協定によりイギリス軍を指揮した少将
- ウィリアム・ベレスフォード（1768年 - 1854年）　ポルトガル陸軍の元帥に昇進し、有能で訓練された戦闘部隊を纏める任務を与えられた将軍。ブサコの戦いで勲功爵になった。
- サー・ローランド・ヒル（英語版）（1772年 - 1842年）　ウェルズリーが独自に指揮することを任せた数少ない将校の一人。多くの戦闘で重要な役割を果たして、1812年に中将に昇進した。
- ロバート・クラウフード（英語版）（1764年 - 1812年）はジョン・ムーアの下で旅団長として戦争を始め、少将に昇進して間もなくロドリゴ市を急襲した。
- トマス・ピクトン（英語版）（1758年 - 1815年）　第3師団を指揮した少将で、ウェルズリーの最も有能な上級将校の一人。1813年に勲功爵になり中将に昇進した。ワーテルローの戦いで戦死した。

### ポルトガル人
- ベルナディム・フレイレ　フランス侵略軍に対するポルトガル人の暴動を指揮した将軍。ビメイロでウェルズリーを補佐した。1809年3月27日に暴徒に暗殺された。
- フランシスコ・ダ・シルベイラ　将軍で、1808年 - 1813年にポルトガル北部で民兵と軍の師団を指揮した。ビトリアとピリネウスの師団長
- ミゲル・ペレイラ・フォルハス　将軍で戦争省長官。1806年からポルトガル軍の改革を推し進め、戦争を機能的に行えるよう手助けした。
- マヌエル・デ・ブリト・モシノ　1809年以降で最も成功した副官長。5万人ほどで機能的に戦争を遂行できるようにフォルハスとベレスフォードを手助けした。
- トマース・ギレルメ・ストゥッブス　半島戦争中に連隊長と旅団長を勤め、自分自身とサラマンカ、ビトリア、ペレネー山脈の第11師団第23旅団の名前を世間に知らしめた。
- カルロス・フレデリコ・レコル　1808年にイングランドでレアルレヒアンルシタナを組織。ウェルズリー軍第7師団長でイギリス軍唯一の外国人
- ルイース・ド・レゴ・バレト 大佐で、後に准将になり、イベリア半島の主な戦闘で戦い、「勇敢なルイース・レゴ」とウェルズリーの特派軍で称えられた。
- ジョアン・カルロス・サルダナ　1814年にバイヨンヌの包囲を解いた英葡合同師団を暫定的に指揮した。